# Palaeontina oolitica
Palaeontina oolitica är en fjärilsart som beskrevs av Butler 1873. Palaeontina oolitica ingår i släktet Palaeontina och familjen praktfjärilar. Inga underarter finns listade i Catalogue of Life.